# إلزه كروغر
إلزه كروغر (بالألمانية: Else Krüger)‏ هي أمينة سر ألمانية، ولدت في 9 فبراير 1915 في هامبورغ في ألمانيا، وتوفيت في 24 يناير 2005.